# Arne Bertelsen
Arne Bertelsen (1. juli 1911 i Odense – 7. oktober 1992) var en dansk organist og pianist. Han var regnet for én af dansk korsangs store pionerer.

## Baggrund
I 1932 stiftede Arne Bertelsen Odense Motetkor og var korets dirigent til 1944. Han var samtidig organist og kantor ved Fredens Kirke i Odense, indtil han i 1944 flyttede til København, ansat som organist ved Messiaskirken i Charlottenlund. I 1944 stiftede han Københavns Kammerkor og fungerede som leder af koret i over 40 år. I 1956 stiftede han Messiaskirkens Kor, som i 1957 omdannedes til Messiaskirkens Ungdomskor (MUK), hvilket senere skiftede navn til Messiaskirkens Koncertkor (MKK).
Fra 1970 til 1992 underviste Arne Bertelsen på Ordrup Privatskole, i Gentofte Kommune nord for København.
I 1962 indspillede Bertelsen en gramofonsingle med Katy Bødtger. A-side: "Dejlig er den himmel blå" af N.F.S. Grundtvig. Arne Bertelsen (orgel). B-side: "Julen har englelyd" af A.P. Berggreen – N.F.S. Grundtvig.